# Toni García
José Antonio García Aparicio, más conocido como Toni García (Córdoba, 24 de enero de 1976) es un futbolista y entrenador español  que actualmente dirige al AOVE Villacarrillo. También tiene un equipo llamado juventud de Jaén.

## Trayectoria

### Jugador
Jugó mayormente en  Tercera División y Segunda División B.
Hizo su debut con el Real Madrid C en 1996.
En los años siguientes Toni jugó en el Torredonjimeno C. F., para después fichar con el Moralo C. P., más adelante paso al C. F. Extremadura, luego con el Talavera C. F. y por último con el Lucena C. F.
En julio de 2011 Toni García firmó para el Real Jaén, con el que acabaría consiguiendo el ascenso a Segunda División A en 2013.
El 18 de agosto de 2013, ya a los 38 años, García jugó su primer partido como profesional, con una derrota 1-2 de local contra el S. D. Eibar. Tras el descenso de categoría y otra temporada más en Segunda División B abandonó el club rumbo al Martos donde colgó los guantes un año después. 

### Entrenador
En 2016 inició su carrera como entrenador en el filial del club marteño para pasar en 2017 a dirigir al primer equipo en Tercera División. Fue destituido un tiempo después

## Clubes

### Como jugador
| Club              | País   | Año         |
| ----------------- | ------ | ----------- |
| Real Madrid C     | España | 1996 - 1999 |
| Torredonjimeno CF | España | 1999 - 2001 |
| Moralo CP         | España | 2001 - 2003 |
| CF Extremadura    | España | 2003 - 2006 |
| Talavera CF       | España | 2006 - 2007 |
| Lucena CF         | España | 2007 - 2011 |
| Real Jaén CF      | España | 2011 - 2015 |
| Martos CD         | España | 2015 - 2016 |

### Como entrenador
| Club      | País   | Año         |
| --------- | ------ | ----------- |
| Martos B  | España | 2016-2017   |
| Martos CD | España | 2017 - 2018 |

## Palmarés
Con el Real Jaén
- Segunda División B de España - Grupo IV (1): 2012/13.

Con el Real Madrid "C"
- Tercera División de España - Grupo VII (1): 1998/99.